# Peque (ort)
Peque är en ort i Colombia.   Den ligger i departementet Antioquía, i den nordvästra delen av landet, 300 km nordväst om huvudstaden Bogotá. Peque ligger 1 204 meter över havet och antalet invånare är 1 793.
Terrängen runt Peque är huvudsakligen bergig, men den allra närmaste omgivningen är kuperad. Peque ligger nere i en dal. Runt Peque är det ganska glesbefolkat, med 25 invånare per kvadratkilometer. Det finns inga andra samhällen i närheten. I omgivningarna runt Peque växer i huvudsak städsegrön lövskog.